# Émile d'Erlanger
Pour les articles homonymes, voir Erlanger.
Frédéric Émile d'Erlanger est un banquier allemand né le 19 juin 1832 à Francfort-sur-le-Main et mort le 22 mai 1911 à Versailles.
Parmi les plus en vue sur la place financière de Paris et de Londres dans la deuxième partie du XIXe siècle, il est considéré comme l'inventeur des emprunts à haut risque sur les pays en voie de développement, qui vont se multiplier sur les places européennes jusqu'au scandale des emprunts russes. Parmi eux, des emprunts sur le coton américain, pour le bey tunisien ou pour la construction du tunnel du Simplon.

## Biographie
Né Friedrich Emil Erlanger, il est le fils aîné du futur baron Raphaël d'Erlanger (1806-1878), banquier et homme politique allemand installé à Francfort-sur-le-Main, et de Margarete Helene Albert (1800–1834). Il est le frère de Wilhelm Hermann Carl von Erlanger (de), Ludwig Gottlieb Friedrich von Erlanger (de) et Viktor Alexander von Erlanger (de). La famille Erlanger est issue d'une lignée de changeurs juifs établie depuis deux siècles sur la place financière de Francfort, à l'instar de la famille Rothschild. Raphaël Erlanger ouvre une maison de banque en 1848, rebaptisée en 1865 « Erlanger & Söhne », au moment où Friedrich Emil entre dans la société comme associé. Dans les années 1850, Raphaël Erlanger ouvre trois succursales : à Vienne, Paris et Londres.
En 1853, Friedrich Emil Erlanger n'a que 19 ans, mais se montre particulièrement doué : le gouvernement d'Othon Ier de Grèce le recrute comme consul général et agent financier sur la place de Paris. Il négocie alors pour d'autres cours royales divers emprunts : la reine Marie II de Portugal lui octroie en remerciement le titre de baron, qui se verra confirmé par le duc de Saxe-Meiningen. Au cours d'un voyage de repos en Égypte, il croise Ferdinand de Lesseps et lui propose de l'aider à trouver des financements pour le canal de Suez.
Le 30 juin 1858, il épouse Florence-Louise-Odette Lafitte (1840–1931), fille de Charles Laffitte. En 1859, il prend officiellement la tête de la banque Erlanger à Paris, puis fait franciser son nom, se faisant appeler « Frédéric Émile, baron d'Erlanger ». Le couple, sans descendance, divorce en 1862.
Le 3 juin 1864, le baron d'Erlanger épouse Marguerite Mathilde Slidell (1842–1927), fille du puissant avocat américain John Slidell, originaire de La Nouvelle-Orléans. Peu avant le déclenchement de la guerre franco-prussienne, le couple s'installe à Londres dans le quartier de Piccadilly, dans l'ancien demeure de Lord Byron, et deviennent citoyens britanniques.

## Banque Erlanger
La banque Erlanger qu'il dirige à Paris, ainsi que la filiale londonienne, organise en 1865 la souscription de « l'emprunt Erlanger », permettant aux épargnants de se faire rembourser en coton du sud des États-Unis, à l'époque de la guerre de Sécession, sous réserve que les États confédérés du Sud l'emportent. Ce pari était rémunéré par un taux d'intérêt, relativement élevé pour l'époque, de 7 % par an. L'emprunt était aussi négociable à Londres. Pendant la guerre de Sécession, les États du Sud avaient organisé une rétention du coton, qui a propulsé les cours jusqu'à un record historique de 1,89 dollar la livre, toujours inégalé deux siècles plus tard. Cette hausse représentait une multiplication par vingt du cours en quelques mois, mais les industriels britanniques avaient eu le temps de constituer des stocks. En 1870, cinq ans après la fin de la guerre, le coton américain avait quasiment retrouvé son niveau de production et le pays restera leader mondial du coton jusqu'en 1931, comme il l'était depuis 1803. Mais les porteurs d'obligation ne furent jamais remboursés.
Au même moment, la banque Erlanger a réalisé une autre opération d'envergure grâce aux fameux emprunts de 1863 et 1865 lancés par le gouvernement tunisien, sous la direction du Premier ministre du Bey, Mustapha Khaznadar. Cette opération, par son échec imprévu — la Tunisie se déclare en cessation de paiement des annuités de remboursement en 1869 —, contribue à la ruine des finances tunisiennes et hâte l’instauration du régime du protectorat français.
La banque Erlanger a aussi financé en Suisse le percement en 1883 du tunnel du Simplon, reliant le Valais au Val d'Aoste, qui était à l'époque le plus important tunnel ferroviaire en Europe. Familial, l'établissement a poursuivi son activité dans différents pays, avant de fusionner en 1965 avec Hill Samuel (en).

## Descendance
Le couple Erlanger-Slidell a eu quatre enfants :
- Raphael Slidell d'Erlanger (de) (1865–1897), qui fut zoologiste et professeur à l'université d'Heidelberg ;
- Émile Beaumont d'Erlanger (en) (1866-1939), qui se fera naturaliser anglais en 1891[5], où il vit avec sa femme française, Kate de Rochegude, dans la maison de Lord Byron, à Piccadilly. Émile Beaumont d'Erlanger remplace son père à la présidence de la Société des chemins de fer du Nord ainsi que du projet Chanel Tunnel Company (l'ancêtre d'Eurotunnel), tandis qu'un autre fils participe à la construction du chemin de fer reliant l'Afrique du Sud à la Zambie, associé à l'homme d'affaires anglais Cecil Rhodes[6]. Il est le père de Baba de Faucigny-Lucinge (1902-1945) ;
- Frédéric Alfred d'Erlanger (1868–1943), banquier, mécène et compositeur de musique, qui vécut entre Londres et Paris ;
- François Rodolphe d'Erlanger (1872–1932), qui fut un peintre d'inspiration orientaliste et grand musicologue. Le baron d'Erlanger a donné son nom à un palais de Tunis ; il est par ailleurs connu par la somme musicologique La Musique arabe, un ouvrage de référence, qu'il a publié en six tomes et édité à Paris chez Paul Geuthner[3].

## Hommage
- Rue Erlanger (Paris)